# Jarjnaz
Jarjnaz (tiếng Ả Rập: جرجناز) là một ngôi làng Syria nằm ở Maarrat al-Nu'man Nahiyah ở huyện Maarrat al-Nu'man, Idlib. Theo Cục Thống kê Trung ương Syria (CBS), Jarjnaz có dân số 10.756 trong cuộc điều tra dân số năm 2004.